# イヌドウナ
イヌドウナ（犬唐菜、学名：Parasenecio aidzuensis）は、キク科コウモリソウ属の多年草。春、茎が20-30cmに伸びたものは山菜として食用にされる。地方により、ドホイナ、ドホナ、クワダイ、ボンナともよばれている。

## 分布と生育環境
北海道、本州の東北地方および関東地方北部に分布し、山地から山に近い平地、丘陵、谷間などのやや湿り気のある樹林の林床、林縁の草地、原野に多く自生する。群生することが多い。

## 形態・生態
多年草。茎は直立して高さ1 - 2メートル (m) になり、茎の断面は中空である。葉は茎に互生し、花茎のつかない茎の中部以下の葉には広い翼をもった葉柄がつき、翼の基部は大きな耳形になって茎を抱いているのが特徴である。葉の形は三角状の矛形で3方に尖り、縁には不ぞろいな鋸歯がある。葉身は長さ20センチメートル (cm) 、幅35 cmになる。
花期は夏から秋にかけて（8 - 10月）。茎の先に散房状か円錐状に白色の頭花をつける。総苞は長さ7 - 8ミリメートル (mm) の筒状で、総苞片は6 - 8個。頭花は8 - 9個の小花からなり、すべて両性の筒状花。小花の花冠は5裂し、花柱の先は2つに分かれ反り返る。
- 茎の高さは2mに達する。
- 花冠は5裂する。
- 山菜として採り頃の茎が伸びだした頃。

## 食用
春（4 - 5月ごろ）の芽立ちを根元から摘んで食べることができ、主に東北地方の日本海側で山菜として親しまれている。長野県でもウドブキとよんで珍重する。群生しているため比較的多く採れ、少し伸びていても茎の先端の柔らかい部分は採取できる。雪解け食後に出てくる芽は独特な形状で判別しやすく、太いものでは径1.5センチメートル (cm) にもなる。食味は、ほろ苦みと独特の香りがある。
下ごしらえに茹でて水にさらしてから使い、和え物や炒め物、煮浸しにして食べるほか、上部の小さい葉は生のまま天ぷらにして食べられる。塩漬けにして保存することができ、塩蔵としたものをもどして使うと生のものより風味が穏やかになり、サラダや和え物などに向いている。長野県や新潟県では、山菜採りの時期だけの呼び名で「うめえもん」とよぶ地域がある。

## 似た別の植物
近縁の植物に、コウモリソウ（キク科）、カニコウモリ（同）、オオカニコウモリ（同）、ウスゲタマブキ（同）などがあり、花のない時期は見分けがつきにくい。これらは、イヌドウナ同様に芽立ちや若葉を食用にすることができ、味も似ているが食味はやや劣る。似た仲間のヨブスマソウ（キク科）も食用になり、茎は詰まっていて中空ではない点や、葉柄の翼が基部で茎を抱かない点で見分けがつく。